# 九顶山风景名胜区
九顶山风景名胜区是一处位于四川省绵竹市清平乡与阿坝州茂县交界的旅游风景区，属于龙门山国家地质公园的一部分。最高峰为狮子王峰。2023年10月，中国自然资源部公布狮子王高程数据为4981.3米。